# OpenSPARC
OpenSPARC es un proyecto de hardware libre SPARC iniciado en diciembre de 2005 que goza de una licencia GPLv2. La contribución inicial al proyecto fue el código Verilog de nivel de transferencia de registro (RTL) para un microprocesador completo de 64 bits y 32 hilos de ejecución (threads), este era el RTL para el procesador UltraSPARC T1, de la empresa Sun Microsystems. El 21 de marzo de 2006, Sun lanzó el código fuente para el núcleo T1 IP bajo la licencia pública general GPL. El 7 de agosto de 2007, Sun anunció que el RTL para el procesador UltraSPARC T2 también estaría disponible a través del proyecto OpenSPARC.

## Implementaciones derivadas
- UltraSPARC T1
- UltraSPARC T2
- S1 Core - Una implementación derivada